# فريدرش الأول بربروسا

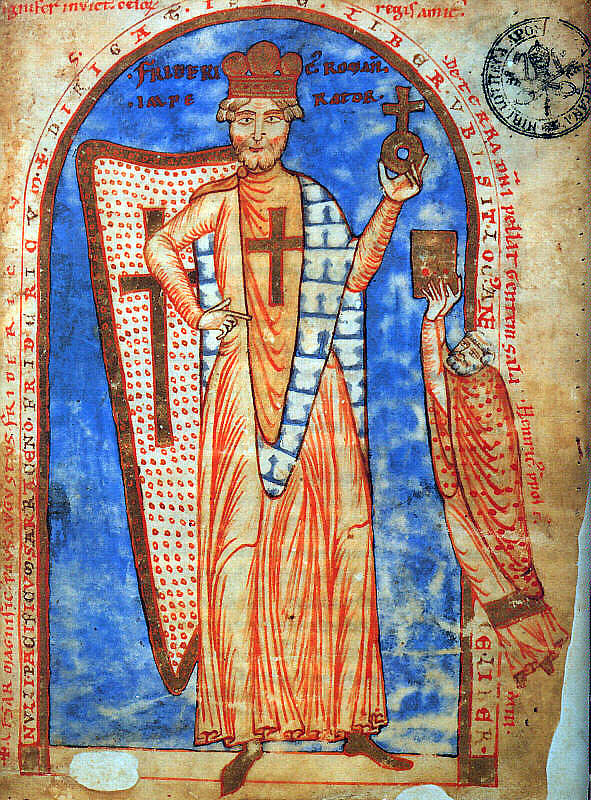
فريدرك روتبارت

كان فريدرش روتبارت (بالألمانية: Friedrich I Rotbart) (1122 -10 يونيو 1190)، والمعروف أيضًا بفريدرش الأول (بالإيطالية: Federico I)، الإمبراطور الروماني المقدس من عام 1155 وحتى وفاته بعد 35 عامًا. انتُخب ملكًا لألمانيا في فرانكفورت في الرابع من مارس 1152 وتُوج في آخن في التاسع من مارس 1152. تُوج ملكًا لإيطاليا في 24 أبريل 1155 في بافيا وإمبراطورًا على يد البابا أدريان الرابع في 18 يونيو 1155 في روما. بعد سنتين، ظهر مصطلح ساكروم («مقدس») للمرة الأولى في مستند له صلة بإمبراطوريته. تُوج لاحقًا بصورة رسميةٍ ملكًا لبرغونة في آرل في 30 يونيو 1178. سمته المدن الإيطالية الشمالية التي حاول احتلالها بارباروسا، وبارباروسا يعني هو القائد البحار العثماني خير الدين باربورسا حين سقوط الاندلس فاصبحت امهات اوروبا ان ارادت تخويف ابنها من اجل النوم تقول: "اوووه باربروس قادم! إذهب لفراشك ". فصار لقباً، وقد جسدوا شخصيته في فلم [الكاريبي] «ذو اللحية الصهباء» بالإيطالية، أما بالألمانية فكان يُعرف بالقيصر روتبارت، والذي يعني «القيصر الأحمر» بالإنجليزية. يعكس انتشار اللقب الإيطالي، حتى في الاستخدام الألماني اللاحق، مركزية الحملات الإيطالية في مسيرته.
قبل انتخابه الإمبراطوري، كان فريدرش قد ورث دوقية شوابيا (1147 -1152، تحت اسم فريدرش الثالث). كان ابن الدوق فريدرش الثاني من أسرة هوهنشتاوفن، وجوديث، ابنة هاينريش التاسع دوق بافاريا، من أسرة فلف المنافسة. بالتالي، انحدر فريدرش من العائلتين القائدتين في ألمانيا، ما جعله خيارًا مقبولًا لدى الأمراء الناخبين في الإمبراطورية.
يعتبره المؤرخون من أعظم أباطرة الإمبراطورية الرومانية المقدسة القروسطين. حوى صفاتٍ جعلته يبدو إنسانًا خارقًا تقريبًا في أعيُن أقرانه: طول عمره، وطموحه، ومهاراته الاستثنائية في التنظيم، وألمعيته في ساحة المعركة وحصافته. تضم مساهماته في مجتمع وسط أوروبا وثقافته إعادة إرساء قانون جستنيان، أو سيادة القانون الروماني، ما كافأ سلطة البابا التي كانت مهيمنة على الولايات الألمانية منذ انتهاء نزاع التنصيب.
توفي فريدرش في عام 1190 في الأناضول  حيث غرق وهو يحاول عبور نهر أثناء قيادته جيشًا في الحملة الصليبية الثالثة.

## سيرته

### نشأته
وُلد فريدرش في منتصف ديسمبر من عام 1122 في هاغويناو، لفريدرش الثاني دوق شوابيا وجوديث البافاريّة. تعلم ركوب الخيل والصيد واستخدام الأسلحة، لكن لم يتعلم القراءة ولا الكتابة، وكان عاجزًا أيضًا عن النطق باللغة اللاتينية. في وقت لاحق، لعب دورًا في هوفتاج في عهد عمه، الملك كونراد الثالث في عام 1141 في ستراسبورغ، وفي 1142 في كونستانس، وفي 1143 في أولم، وفي 1144 في فورتسبورغ وفي 1145 في فورمس.

### الحملة الصليبية الثانية
في بداية عام 1147، انضم فريدرش إلى الحملة الصليبية الثانية. كان عمه، كونراد الثالث، قد أقسم قسم الصليبيين على الملأ في 28 ديسمبر 1146. عارض أبو فريدرش مشاركة ابنه في الحملة الصليبية بشدة. وفقًا لأوتو فون فرايزنغ، فقد وبّخ الدوق أخاه، كونراد الثالث، لسماحه لابنه بالذهاب. كان فريدرش الأكبر، الذي كان يحتضر، يتوقع من ابنه أن يرعى أرملته وأخاه الأصغر غير الشقيق.
ربما أثناء التحضير لحملته الصليبية، تزوج فريدرش من أديلايد فون فوهبورغ في وقت ما قبل مارس 1147. توفي والده في الرابع أو السادس من أبريل وخلفه فريدرش في دوقية شوابيا. غادر الجيش الصليبي الألماني من ريغنسبورغ بعد سبعة أسابيع.
في أغسطس 1147، أثناء عبور الإمبراطورية البيزنطية، توقف صليبي مريض في دير خارج أدرنة للتعافي. وهُناك سُلب وقُتل. أمر كونرادُ فريدرشَ بالانتقام له. دكّ دوق شوابيا الدير، وأسر السارقين وأعدمهم وطالب بإعادة المال المسروق. منع تدخل الجنرال البيزنطي بروزوتش حدوث تصعيد إضافي.
بعد بضعة أسابيع، في الثامن من سبتمبر، كان فريدرش وفيلف السادس من بين الصليبيين الألمان القلائل الذين نجوا عندما دمرت الفيضانات المفاجئة المعسكر الرئيسي. كانوا قد عسكروا على تلة بعيدًا عن الجيش الرئيس. بلغ الجيش القسطنطينية في اليوم التالي.
حاول كونراد الثالث قيادة الجيش برًا عبر الأناضول. وعندما وجد هذا شاقًا أكثر مما ينبغي في مواجهة الهجمات التركية المستمرة قرب ضورليم، عاد أدراجه. أُبيد الحرس الخلفي في وقتٍ لاحق. أرسل كونراد فريدرشَ لإبلاغ لويس السابع ملك فرنسا بشأن الكارثة وطلب عونه. من ثم تقدم الجيشان الألماني والفرنسي معًا. عندما أصاب المرض كونراد في عيد الميلاد في أفسس، عاد إلى القسطنطينية على متن سفينة مع كبار أتباعه، بما فيهم فريدرش.
بصحبة السفن والمال البيزنطيين، غادر الجيش الألماني القسطنطينية في 7 مارس 1148 ووصل إلى عكا في 11 أبريل. بعد عيد الفصح، زار كونراد وفريدرش القدس، حيث أُعجب فريدرش بالأعمال الخيرية لفرسان الإسبتارية. شارك في المجلس الذي عُقد في بالماريا في 24 يونيو، حيث قُرر الهجوم على دمشق.
استمر حصار دمشق (24- 28 يوليو) خمسة أيام فقط وانتهى بهزيمة مشينة. كتب غلبرت المونسيّ بعد خمسين عامًا أن فريدرش: «انتصر بالسلاح قبل كل الآخرين أمام دمشق». في الثامن من سبتمبر، أبحر الجيش الألماني من عكا.
في الطريق إلى الديار، توقف كونراد الثالث وفريدرش في سالونيك حيث أقسما أن يحافظا على المعاهدة التي أقرها كونراد مع الإمبراطور مانويل الأول كومنينوس في الشتاء المنصرم. ألزمت المعاهدة الألمان بمهاجمة الملك روجر الثاني ملك صقلية بالتعاون مع البيزنطيين. بعد تأكيد المعاهدة، أُرسل فريدرش إلى ألمانيا. مر عبر بلغاريا والمجر ووصل إلى ألمانيا في أبريل 1149.

### انتخابه
عندما توفي كونراد في فبراير 1152، لم يحضُر إلا فريدرش وأمير بامبرغ الأسقف ساعات احتضاره. أكد كلاهما بعد ذلك أن كونراد، وبكامل قواه العقلية، سلم الشارة الملكية إلى فريدرش وأشار إلى أن فريدرش، لا ابن كونراد البالغ من العمر ست سنوات فريدرش الرابع دوق شوابيا المستقبلي، سيخلفه في منصب الملك. سعى فريدرش بنشاط للحصول على التاج، وفي الرابع من مارس 1152 في فرانكفورت، عينه ناخبو المملكة الأمراء ملكًا لألمانيا.
تُوج ملكًا للرومان في آخن بعد بضعة أيام، في التاسع من مارس 1152. كان أبو فريدرش من آل هوهنشتاوفن، وأمه من آل فيلف، العائلتان الأكثر نفوذًا في ألمانيا. غالبًا ما كان أفراد أسرة هوهنشتاوفن يُسمون بالغيبيليين، وهو اسم مشتق من اللفظ الإيطالي لاسم قلعة فايبلينغن، مقر العائلة في شوابيا، وبتحوير مماثل إلى الإيطالية سُمي الفلف بالغويلفيين.